# Eris (astronomia)
Eris o Eride (nome ufficiale 136199 Eris) è il secondo pianeta nano per diametro medio del sistema solare dopo Plutone, rispetto al quale ha però una massa del 27% superiore. Si tratta di un oggetto ghiacciato orbitante nel sistema solare esterno, fra gli oggetti cosiddetti transnettuniani, quindi un plutoide.
Ha un'orbita molto eccentrica che lo porta da una distanza minima dal Sole di 5,6 miliardi di km a una massima di 14,6 miliardi (quest'ultima circa il doppio della distanza massima di Plutone dal Sole).
Eris appartiene al disco diffuso e al momento della sua scoperta era stato ritenuto il più grande fra gli oggetti transnettuniani; come sottolineato infatti dagli astronomi dell'osservatorio di Monte Palomar l'oggetto era sicuramente più grande di Plutone. Tuttavia successive misurazioni hanno stabilito il suo diametro in circa 2 326 km, più piccolo di qualche decina di chilometri rispetto a Plutone.
Originariamente soprannominato il decimo pianeta dagli scopritori, dalla NASA e dai media, l'oggetto è stato classificato come un pianeta nano dall'UAI nella stessa occasione − l'assemblea generale del 24 agosto 2006 − in cui l'organismo ha promulgato definitivamente la definizione ufficiale di pianeta.
La stessa UAI ha quindi ufficialmente battezzato l'oggetto, nel mese successivo, con il nome di Eris, personificazione della discordia secondo la mitologia greca. Eris era precedentemente noto mediante la designazione provvisoria 2003 UB313 o con il nome informale di Xena, in onore della principessa guerriera di una nota serie televisiva statunitense.
Dal 13 settembre 2006 al 2 aprile 2007, quando 145562 Zurbriggen ricevette la denominazione ufficiale, è stato l'asteroide denominato con il più alto numero ordinale. Prima della sua denominazione, il primato era di 134340 Pluto.
Eris possiede un satellite, Disnomia, del diametro di circa 250 km.

## Caratteristiche fisiche
Il diametro dell'oggetto, misurato con l'occultazione di una stella, è stimato intorno ai 2326 km, con un'incertezza di ±12 km. L'albedo superficiale quindi è molto alta (0,97±0,01) e già le prime osservazioni indicavano che sulla superficie dell'oggetto è presente del metano ghiacciato. Entrambe queste proprietà lo rendono il più simile a Plutone di tutti i grandi plutoidi del sistema solare esterno finora scoperti. La densità media di Eris è valutata in 2,52 g/cm³.

## Storia delle osservazioni

Il movimento di Eris (indicato dalla freccia) nelle immagini che hanno portato alla sua scoperta. Le tre immagini coprono un periodo di tre ore

Eris è stato scoperto il 5 gennaio 2005 da un gruppo di astronomi composto da Michael Brown, Chad Trujillo e David Rabinowitz, grazie allo studio di fotografie scattate il 21 ottobre 2003. La scoperta è stata annunciata il 29 luglio 2005, lo stesso giorno in cui è stata resa nota l'individuazione di altri due grandi oggetti della fascia di Kuiper, Haumea e Makemake.
Il gruppo di ricerca guidato da Brown da diversi anni sta esplorando sistematicamente il cielo alla ricerca di pianeti nani orbitanti nel sistema solare esterno, e aveva già contribuito in precedenza alla scoperta di diversi oggetti transnettuniani particolarmente massicci, fra cui Quaoar e Sedna. Le osservazioni di routine sono state effettuate dalla squadra il 31 ottobre 2003 per mezzo del telescopio riflettore Samuel Oschin di 48 pollici dell'osservatorio di Monte Palomar, ma l'oggetto planetario visibile nelle immagini è stato individuato solo nel mese di gennaio 2005, quando ulteriori riprese dello stesso campo hanno permesso di evidenziare il suo lento movimento rispetto allo sfondo di stelle. Successive osservazioni hanno consentito una determinazione preliminare dei parametri orbitali di Eris, rendendo possibile una stima della distanza e delle sue dimensioni.
Il team aveva pianificato di posticipare l'annuncio della propria scoperta finché ulteriori osservazioni non avessero permesso una determinazione più precisa della dimensione e della massa dell'oggetto, ma è forse stato costretto a pubblicare la notizia per non perdere la priorità della scoperta, in seguito ad alcune indiscrezioni trapelate.
Il 2 ottobre 2005 gli stessi osservatori che avevano scoperto Eris hanno reso nota l'individuazione di un suo satellite naturale, che si rivelerà molto utile per misurare con maggiore precisione la massa del pianeta nano.

### Problemi di denominazione
Due giorni dopo l'annuncio della scoperta, Brown, attraverso la propria pagina web, aveva pubblicato alcune significative riflessioni sulla scelta di un nome definitivo:

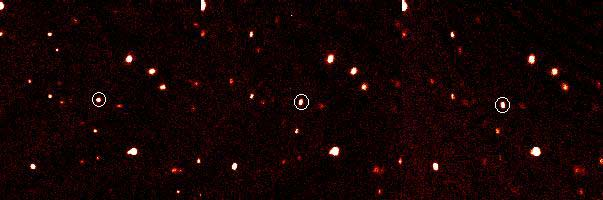
Il movimento di Eris (nel cerchio) rispetto alle stelle fisse

Tra tutti i nomi, quello più aderente sarebbe stato quello di Persefone. Nella mitologia greca, Persefone è la moglie (rapita con violenza) di Ade (Plutone, per i Romani), che trascorre sei mesi all'anno sottoterra. Il nuovo pianeta è in un'orbita che potrebbe essere descritta proprio in questi termini; metà del tempo lo passa vicino a Plutone, metà lontano da esso. Sfortunatamente, il nome Persefone è già stato utilizzato nel 1895 per nominare un asteroide. La stessa obiezione è valida per quasi tutti i nomi di divinità greche o romane di un certo rilievo. Fortunatamente, il mondo abbonda di tradizioni mitologiche e spirituali. In passato abbiamo assegnato a molti oggetti della cintura di Kuiper nomi di figure mitologiche appartenenti ai nativi americani, agli Inuit, e a dei romani minori.»
( Mike Brown, The discovery of 2003 UB313 Eris,  the 10th planet largest known dwarf planet, su gps.caltech.edu. URL consultato il 14 luglio 2015.)

## Parametri orbitali
Eris è classificato come un pianeta nano orbitante all'interno del cosiddetto disco diffuso. Al momento della sua scoperta risultava essere il corpo più distante del sistema solare che si conoscesse ed è rimasto tale fino al 2018 quando è stato scoperto 2018 VG18 a 120 au; si trova a una distanza di 97 au dal Sole (poco dopo il suo passaggio all'afelio), e descrive un'orbita ellittica con un periodo orbitale di 557 anni; presenta inoltre elevati valori di inclinazione ed eccentricità orbitale. Vi sono solamente una quarantina di altri oggetti transnettuniani (fra cui spiccano 2000 OO67 e Sedna) caratterizzati da un semiasse maggiore così elevato.

### Caratteristiche dell'orbita

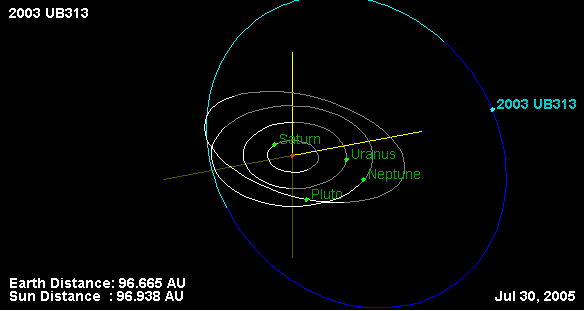
La posizione di Eris il 30 luglio 2005

Eris presenta un periodo orbitale di 557 anni e attualmente si trova quasi alla massima distanza possibile dal Sole (ovvero all'afelio) raggiunta nel 1977. Come nel caso di Plutone, la sua orbita è estremamente eccentrica, e lo porta a circa 35 au di distanza dal Sole al perielio (la distanza di Plutone varia da 29 a 49,5 au, mentre l'orbita di Nettuno arriva appena a 30 au).
Mentre i pianeti rocciosi del sistema solare interno e i giganti gassosi giacciono su orbite poste, approssimativamente, sul medesimo piano (l'eclittica), l'orbita di Eris presenta un'inclinazione pari a circa 44°.
L'oggetto è abbastanza luminoso, e la sua magnitudine apparente media di 18,8 lo rende visibile dalla Terra con modesti telescopi, un telescopio con un obiettivo o uno specchio di almeno 20 cm e un CCD dovrebbe riuscire a fotografarlo in buone condizioni osservative.
Probabilmente la forte inclinazione dell'orbita è la causa principale del notevole ritardo occorso nella scoperta, dato che molte delle ricerche di pianeti nani situati al di fuori dell'orbita di Nettuno si erano in precedenza concentrate sul piano dell'eclittica, dove si è accumulata la maggior parte della materia che compone il sistema solare.

## Determinazione delle dimensioni
| Anno | Raggio (Diametro) | Fonte        |
| ---- | ----------------- | ------------ |
| 2005 | 1 199 (2 397) km  | Hubble       |
| 2007 | 1 300 (2 600) km  | Spitzer      |
| 2011 | 1 163 (2 326) km  | Occultazione |

La luminosità apparente degli oggetti presenti nel sistema solare dipende dalla loro grandezza, dalla loro distanza e dalla quantità di luce che riflettono, o albedo. Se queste ultime due quantità sono conosciute, il raggio di un oggetto (approssimandolo con un corpo sferico) può essere facilmente determinato dal valore della sua magnitudine apparente; più è elevata l'albedo, più piccolo è il raggio stimato. Immediatamente dopo la scoperta, si osservò che anche un valore massimo di albedo (1,0) avrebbe implicato dimensioni maggiori rispetto a quelle di Plutone (2300 km); dato che si tratta di un valore teorico e impossibile da raggiungere, il nuovo oggetto si rivelò essere sicuramente molto più grande di Plutone.
Per contro, il diametro massimo possibile dell'oggetto era limitato dal fatto che esso non poteva essere individuato dal telescopio spaziale Spitzer, e quindi doveva per forza avere un diametro inferiore a 3550  km. Questo poneva a sua volta un limite inferiore per l'albedo di Eris pari a 0,5, rendendolo più simile a Plutone di qualsiasi altro oggetto della fascia di Kuiper finora individuato.
Misure termiche condotte da Frank Bertoldi con il radiotelescopio IRAM hanno permesso di stimare, con un margine di incertezza di ±400 km, il diametro intorno a 2860 km assumendo una rotazione lenta, o intorno a 3090 km assumendo una rotazione veloce.

### L'osservazione mediante Hubble

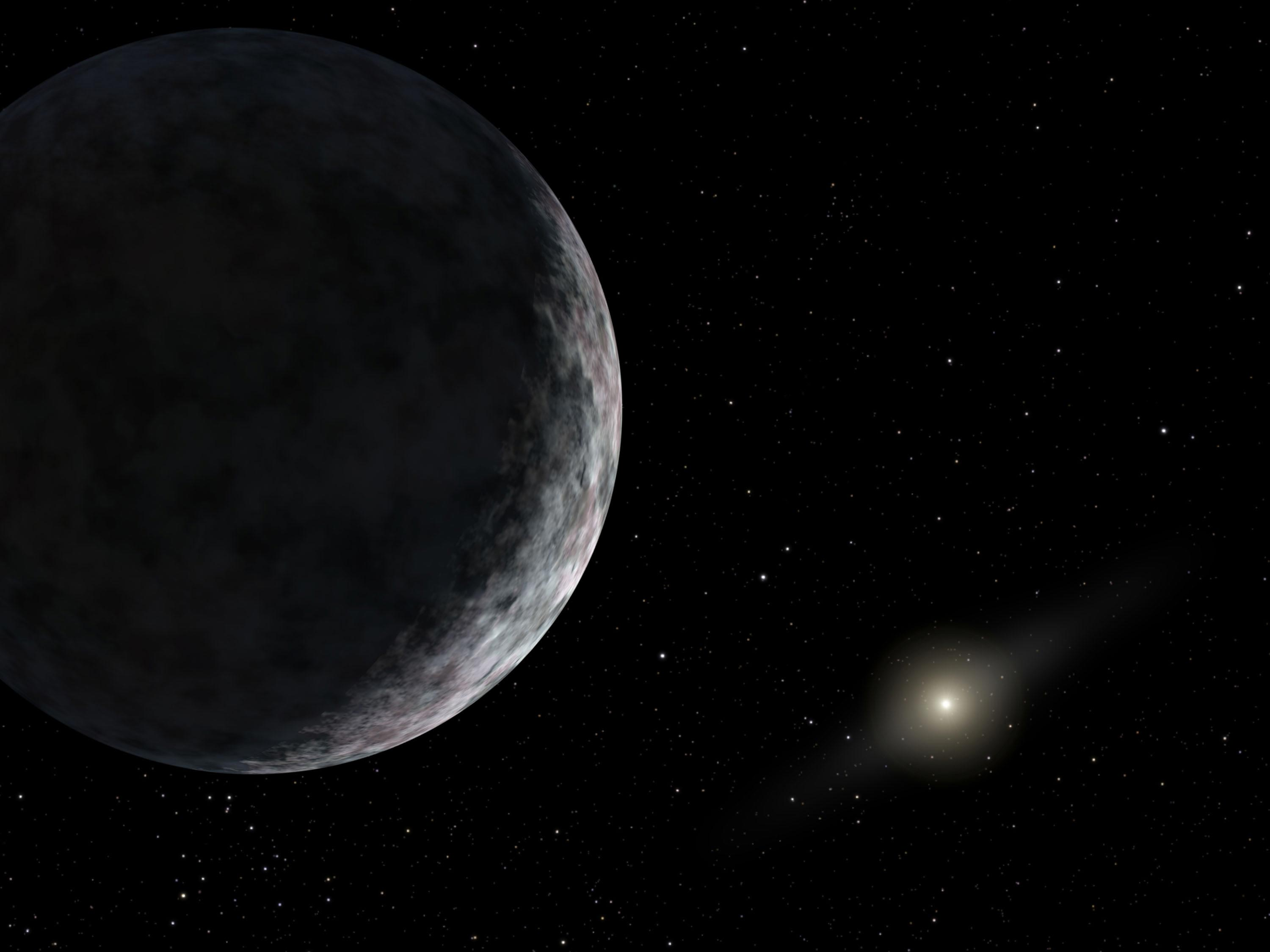
Rappresentazione artistica di Eris

Per determinare in modo preciso il diametro di Eris, l'oggetto è stato infine osservato direttamente attraverso il telescopio spaziale Hubble (HST). A una distanza di 97 au, un oggetto con un diametro di circa 3000 km dovrebbe avere un diametro angolare di circa 40 milliarcosecondi, direttamente misurabile con l'HST: anche se risolvere tali piccoli oggetti è quasi al limite delle possibilità dell'Hubble, tecniche sofisticate di elaborazione delle immagini, quale ad esempio la deconvoluzione, possono essere utilizzate per misurare in modo accurato simili dimensioni angolari. Il team ha precedentemente applicato questa tecnica su Quaoar, usando l'Advanced Camera for Surveys per misurare direttamente il raggio del planetoide.
L'11 aprile 2006 la NASA annunciava che, grazie alle osservazioni del 9-10 dicembre 2005, il diametro di Eris veniva valutato in 34,3 ± 1,4 milliarcosecondi, corrispondenti a 2397 km, con un errore di ±97 km. Dal momento che le stesse misure condotte da Hubble su Plutone indicavano per questo un diametro di 2288 km, ne risultava che le dimensioni di Eris fossero superiori, ma sensibilmente meno del 30% come precedentemente valutato da osservazioni condotte dalla Terra. Eris doveva quindi avere un'albedo straordinariamente elevata, pari a 0,86 ± 0,07, uno degli oggetti più luminosi del sistema solare, secondo solo a Encelado.
Quest'albedo così elevata potrebbe essere dovuta a un'atmosfera di metano, che in prossimità dell'afelio (dove l'oggetto si trova attualmente) potrebbe congelare e precipitare al suolo, conferendogli un colore chiaro.

### Determinazione con il metodo dell'occultazione di una stella
Il diametro di un corpo minore del sistema solare si può determinare con l'occultazione di una stella da parte di questo, osservandola con più telescopi disposti a distanze comparabili con la dimensione del corpo e registrando i tempi esatti dell'eclissamento della stella. Per i pianeti nani questo metodo è quello che dà i risultati migliori.
Tale tipo di osservazione è stata possibile nel novembre del 2010 ed è stata effettuata con il telescopio TRAPPIST dell'osservatorio di La Silla dell'ESO e altri due telescopi posizionati a San Pedro de Atacama; essa indicava un diametro di Eris pari 2326 km, con un'incertezza di 12 km.

## Superficie

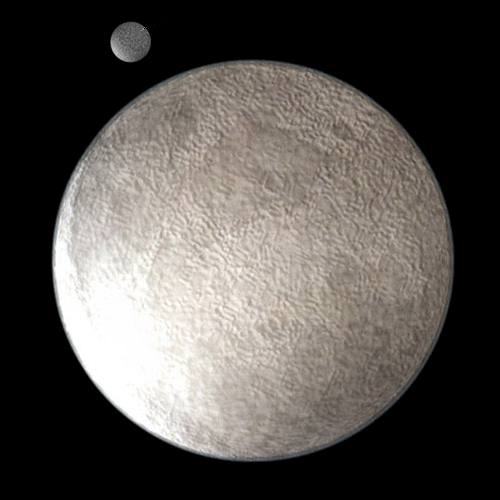
Rappresentazione artistica di Eris e Disnomia

Gli astronomi eseguirono l'identificazione iniziale di Eris tramite osservazioni spettroscopiche condotte presso il Gemini North Telescope di 8 metri delle isole Hawaii, il 25 gennaio 2005. La luce infrarossa proveniente dall'oggetto ha rivelato la presenza di metano allo stato solido, che indica una superficie molto simile a quella di Plutone, l'unico oggetto della fascia di Kuiper che finora ha rivelato la presenza di tale composto. Anche il satellite di Nettuno, Tritone, possiede questo composto chimico in abbondanza, e ciò lo lega agli altri oggetti della fascia. Diversamente da Plutone e Tritone, che sembrano essere violacei, Eris appare tuttavia quasi grigio. Non è ancora noto il processo che possa essere all'origine di colorazioni così differenti.
Il metano molecolare è un composto molto volatile, e la sua presenza su Eris indica che finora l'oggetto ha sempre orbitato nel sistema solare a distanze dal Sole tali che le estreme temperature hanno permesso al metano ghiacciato di persistere; questo contrasta con le osservazioni di un altro oggetto della fascia di Kuiper, Haumea, che rivelano la presenza di solo ghiaccio d'acqua.

## Satelliti naturali
Eris è dotato di un satellite naturale, Disnomia.
L'oggetto, precedentemente noto con la designazione provvisoria S/2005 (136199) 1 e designato informalmente Gabrielle, appare circa sessanta volte meno luminoso del proprio pianeta madre; assumendo che l'albedo dei due corpi sia pressoché identica, il diametro di Disnomia può essere stimato attorno ai 350 km, circa un ottavo di quello di Eris.
Il semiasse maggiore della sua orbita sembra aggirarsi fra 30000 e 36000 km, con un periodo orbitale di 14 giorni. Stime più precise dei parametri orbitali permetteranno, in futuro, una più certa determinazione della massa del satellite e del pianeta nano padre.